# Brunswick megye (Virginia)
Brunswick megye az Amerikai Egyesült Államokban, azon belül Virginia államban található. Megyeszékhelye és legnagyobb városa Lawrenceville. Lakosainak száma 15 849 fő (2020. április 1.). Brunswick megye Nottoway, Dinwiddie, Greensville, Warren, Mecklenburg, Lunenburg és Northampton megyékkel határos.

## Népesség
A megye népességének változása:
| Lakosok száma | 17 422 | 17 147 | 17 050 | 16 973 | 16 698 | 15 849 |
|               | 2010   | 2011   | 2012   | 2013   | 2015   | 2020   |